# Samsung Galaxy Tab S7
Das Samsung Galaxy Tab S7 und Samsung Galaxy Tab S7+ sind die beiden Flaggschiff-Tablets des südkoreanischen Herstellers Samsung Electronics. Sie wurden zusammen mit dem Samsung Galaxy Note 20 und der Samsung Galaxy Watch 3 am 5. August 2020 vorgestellt und sind seit dem 21. August 2020 im Handel erhältlich. Besonderheiten sind die Unterstützung des 5G-Mobilfunkstandards, die Bildwiederholrate von 120 Hertz bei beiden Geräten, sowie das OLED-Display beim Galaxy Tab S7+. Im Juni 2021 stellte Samsung dann das Samsung Galaxy Tab S7 FE vor, dieses ist etwas schwächer in der Ausstattung und deshalb günstiger.

## Design
Das Galaxy Tab S7 und S7+ sind aus einem Aluminiumgehäuse gefertigt, anstatt den bisher abgerundeten Rahmen ist dieser nun kantig, die vier Ecken der Geräte sind aber weiterhin abgerundet. An der Rückseite, unterhalb des Kameraelements befindet sich ein Feld an dem der S-Pen magnetisch hält und dort auch aufgeladen wird. Die Magneten wurden im Vergleich zum Vorgänger noch einmal verstärkt, um einem ungewollten Herunterfallen des Stylus entgegenzuwirken.
Beide Modelle wurden in denselben Farben vorgestellt, in Mystic Black (Schwarz), Mystic Silver (Silber) und Mystic Bronze (Bronze), die Farbe Mystic Navy (Dunkelblau) wurde nachgereicht.

## Technische Daten

### Software und Mobilfunk
Die Tablets wurden im August 2020 mit Android 10 und One UI 2.5 vorgestellt; nach der neuen Update-Garantie von Samsung werden drei große Software-Updates und vier Jahre Sicherheitsupdates erfolgen.
Beide Tablets sind mit die ersten Tablets, die den neuen 5G-Mobilfunkstandard unterstützen, was sich auf eine höhere Zukunftssicherheit auswirkt. Das gilt auch für die WiFi-6-Unterstützung.

### Display
Auch die Bildwiederholrate von 120 Hertz ist gerade im Tablet-Segment eine Besonderheit und ist beispielsweise auch bei den iPad-Pro-Modellen vorhanden.
Mit einem OLED-Display im Tab S7+ ist Samsung nahezu der einzige Hersteller, der diese Technik auch in einem Tablet anbietet; die Vorteile sind natürlich gesättigte Farben und perfekte Schwarzwerte, die Nachteile gegenüber IPS-Displays sind eine geringere Helligkeit und die Möglichkeit des Einbrennens.

### Prozessor
In den beiden Tablets hat Samsung den Snapdragon 865+ Chip verbaut, der auch in anderen Flaggschiff-Geräten vorkommt.

### Sonstiges
Des Weiteren besteht die Möglichkeit, zur Produktivität ein Tastatur-Cover zu verwenden.

## Tab S7 FE

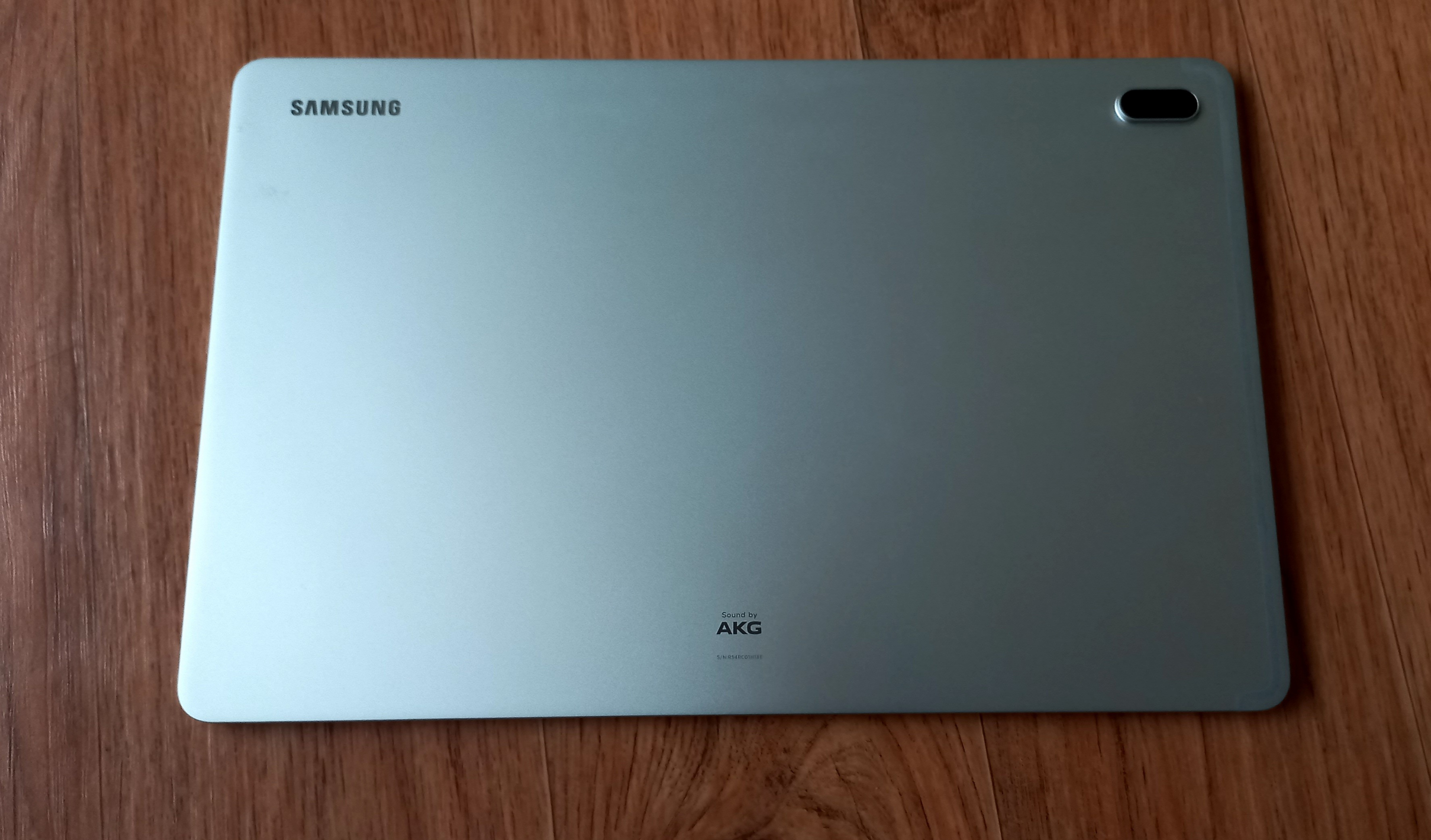
Tab S7 FE

Das Galaxy Tab S7 FE erhält ebenfalls wie die beiden anderen Tablets drei Jahre Softwareupdates und vier Jahre Sicherheitsupdates.
Das Display hat die gleiche Auflösung wie das Tab S7, allerdings ist letzteres aufgrund der kleineren Diagonale etwas schärfer.  Die Bildwiederholrate des IPS-Displays sind 60 Hertz. Weiterhin hat das S7 FE mit dem Qualcomm Snapdragon 750G einen etwas schwächeren Prozessor gegenüber dem Snapdragon 865+ in den beiden anderen Tablets. Der Arbeitsspeicher ist mit 4 GB ebenfalls geringer. Der permanente Speicher hat eine Größe von 64 GB, kann aber mit einer Micro-SD-Karte auf 1 TB erweitert werden.